# Andrés Carrasco (Fußballtrainer)
Andrés Carrasco Carrillo (* 4. März 1978 in Olèrdola) ist ein spanischer Fußballtrainer, welcher derzeit den Posten des kuwaitischen Fußballnationaltrainers innehat.

## Karriere
Am Anfang seiner Trainerlaufbahn war er von Sommer 1999 bis Sommer 2011 in der Jugend des FC Barcelona eingesetzt. Danach übernahm er für eine Saison den Posten des Jugendleiters beim georgischen Verein Dinamo Tiflis. Nach diesem kurzen Engagement ging es für ihn nach Spanien zurück, wo er erneut im Jugendbereich für die Saison 2012/13 beim FC Málaga aktiv war. Anschließend daran ging es ein zweites Mal nach Georgien, diesmal aber zum FC Saburtalo, wo er bis Ende November 2014 eine Position als Jugendleiter innehatte.
Erstmals im Herren-Bereich schlüpfte er danach in die Rolle des Co-Trainers bei CE Sabadell, dort hielt sich Álex García als Trainer jedoch nur für zehn Spiele und somit war hier für Carrasco bereits im Februar 2015 wieder Schluss. Anschließend daran ging es für ihn erstmals über den großen Teich und er arbeitete, erneut als Co-Trainer nun beim australischen Klub Western Sydney Wanderers. Nach einer Vertragsverlängerung im Januar 2016, verblieb er hier bis Februar 2017 und hatte somit unter drei verschiedenen Cheftrainern gedient.
Für die nächste Station in seiner Laufbahn nahm er ein Angebot des türkischen Klubs Karabükspor an, als Co-Trainer unter Anthony Popovic dauerte diese Station jedoch auch wieder nur kurz, für elf Spiele, an. Bereits nach nicht einmal zwei Monaten trennten sich schon wieder die Wege. Nach einer kleineren Pause machte er erst einmal im Jugendbereich beim ukrainischen Verein Shakhtar Donetsk weiter. Hier war für die U-19 Mannschaft zuständig, mit der er auch an der UEFA Youth League in der Saison 2018/19 teilnahm.
Seit November 2020 hat er erstmals den Posten eines Cheftrainers als Trainer der Auswahl von Kuwait inne.